# Agata Baumgart
Agata Baumgart (ur. 1987) – polska reżyserka filmowa i teatralna, dokumentalistka, scenografka, kostiumografka i ilustratorka.

## Życiorys
Jest córką Anny Baumgart. Absolwentka Wydziału Grafiki na Akademii Sztuk Pięknych w Warszawie, oraz Wydziału Reżyserii Akademii Teatralnej im. Aleksandra Zelwerowicza w Warszawie. Jej debiutem reżyserskim był spektakl O szczytach rozpaczy i uśmiechu stewardessy, za który otrzymała główną nagrodę za scenariusz i reżyserię w Konkursie Scena Debiutów organizowanym przez Teatr Nowy w Poznaniu w 2016 roku. Laureatka stypendium Młoda Polska Ministra Kultury i Dziedzictwa Narodowego w 2020 roku.
Autorka wielu plakatów teatralnych i filmowych oraz prac graficznych, nagrodzona za najlepszą adaptację komiksową literatury żydowskiej w konkursie organizowanym przez poświęcony żydowskiej literaturze i sztuce kwartalnik Cwiszn w 2014 roku.

## Wybrane realizacje

### Teatr
- Astma Etgar Keret – scenografia, Korporacja Teatralna, Poznań, 2008
- Bańka mydlana Etan Fox, Gal Uchovsky – scenografia, współpraca reżyserska, Teatr Dramatyczny m.st. Warszawy im. Gustawa Holoubka, 2010
- Tajemniczy ogród Agnieszka Jakimiak – scenografia, Wrocławski Teatr Współczesny im. Edmunda Wiercińskiego, 2014
- Сварка (swarka) Katarzyna Szyngiera, Mirosław Wlekły – scenografia i kostiumy, Teatr Polski im. Hieronima Konieczki w Bydgoszczy, 2015
- Jak to dobrze, że mamy pod dostatkiem Helmut Kajzar – scenografia, Wrocławski Teatr Współczesny im. Edmunda Wiercińskiego, 2016
- O szczytach rozpaczy i uśmiechu stewardessy Agata Baumgart, Michał Pabian – reżyseria, Teatr Nowy im. Tadeusza Łomnickiego w Poznaniu, 2016
- Great Poland Krzysztof Szekalski – scenografia, Teatr Polski w Poznaniu, 2016
- Bóg w dom Grzegorz Niziołek, Katarzyna Szyngiera, Mirosław Wlekły – scenografia, Teatr Polski im. Hieronima Konieczki w Bydgoszczy, 2017
- Feinweinblein. W starym radiu diabeł pali Weronika Murek – reżyseria światła, scenografia i kostiumy, Teatr Współczesny w Szczecinie, 2017
- Głębiej Aleksandra Zielińska – kostiumy, Narodowy Stary Teatr im. Heleny Modrzejewskiej, Kraków, 2020
- Wstyd Weronika Murek, Małgorzata Wdowik – materiały dokumentalne, Nowy Teatr w Warszawie, 2021

### Film
- LOVE 404 (dokument krótkometrażowy) – scenariusz i reżyseria, 2018

### Telewizja
- Zgaga Ewa Madeyska (spektakl telewizyjny) – scenografia, animacja, kostiumy, Teatroteka, 2015
- Spalenie Joanny Magdalena Miecznicka (spektakl telewizyjny) – reżyseria, Teatroteka, 2017

### Inne
- Dzieci Saturna (projekt dokumentalny dotyczący problemu zaburzeń psychicznych wśród młodzieży)[7] – reżyseria, Scena Robocza – Centrum Rezydencji Teatralnej, Poznań, 2020

## Nagrody
- Główna Nagroda w Konkursie Scena Debiutów za scenariusz i reżyserię sztuki teatralnej O szczytach rozpaczy i uśmiechu stewardessy organizowanym przez Teatr Nowy w Poznaniu, 2016
- Nagroda Best European Short Documentary dla filmu Love 404 na Go Short Film Festival w Nijmegen, 2019
- I Nagroda dla filmu Love 404 w kategorii Dokument na Festiwalu Baltic Independent Film Festival w Mechelinkach, 2019;